# Mazzarrà Sant’Andrea
Mazzarrà Sant’Andrea ist eine Stadt der Metropolitanstadt Messina in der Region Sizilien in Italien mit 1390 Einwohnern (Stand 31. Dezember 2023).

## Lage und Daten
Mazzarrà Sant’Andrea liegt 54 Kilometer westlich von Messina. Die Einwohner arbeiten hauptsächlich in der Landwirtschaft. 
Die Nachbargemeinden sind Furnari, Novara di Sicilia, Rodì Milici, Terme Vigliatore und Tripi.

## Geschichte
Der Ort wurde 1653 gegründet.

## Sehenswürdigkeiten
Die Pfarrkirche stammt aus dem 17. Jahrhundert.